# 喜多灘駅

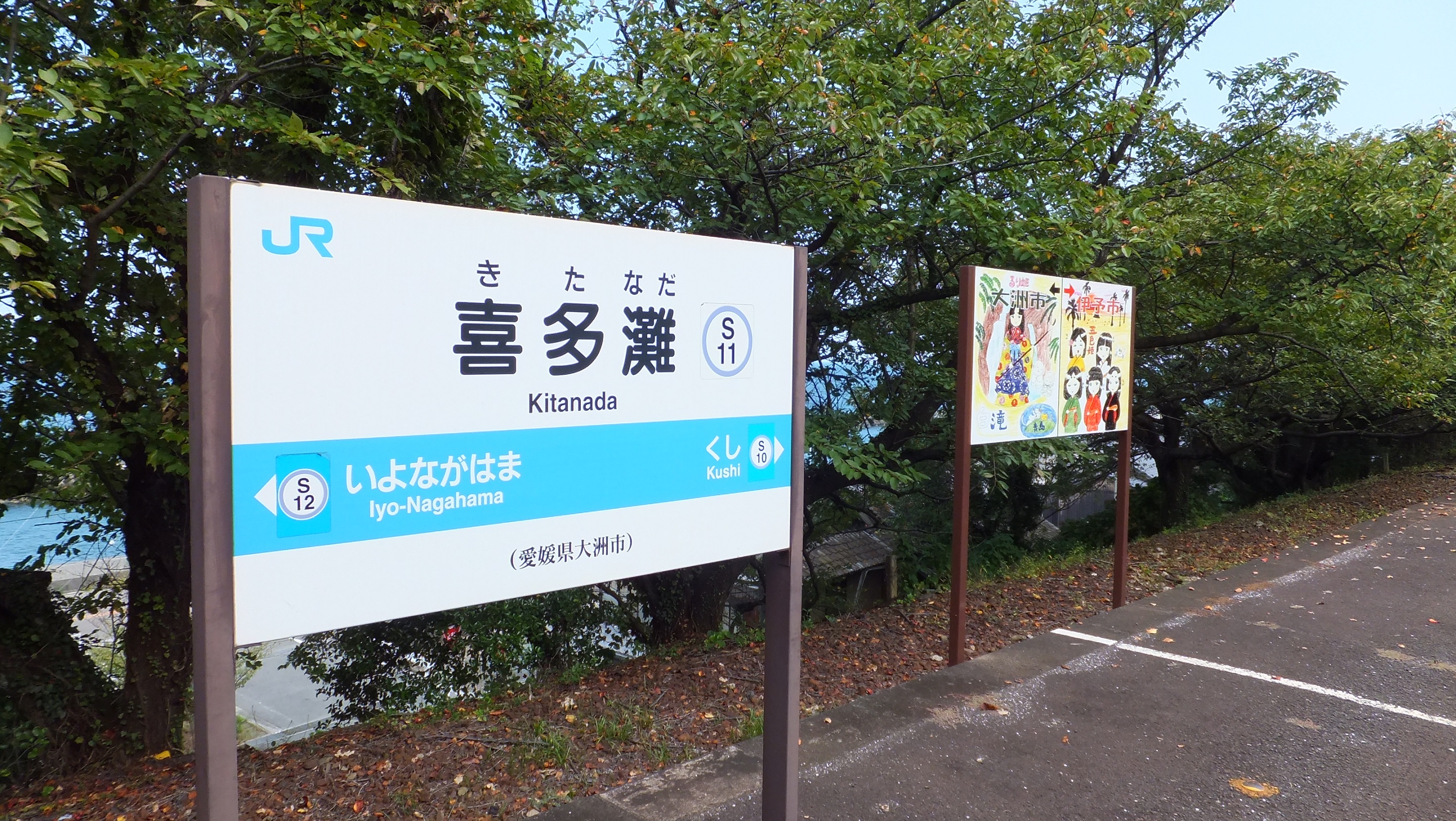
駅名標と市境を示す看板

喜多灘駅（きたなだえき）は、愛媛県大洲市長浜町今坊にある四国旅客鉄道（JR四国）予讃線（愛ある伊予灘線）の駅である。駅番号はS11。標高13 m。駅の敷地は伊予市双海町串に跨っている。

## 歴史
この駅は1935年（昭和10年）の10月6日に国鉄の下灘駅から伊予長浜駅までの開通と共に新通区間内唯一の中間駅として開業した。この日には愛媛線全線の改軌が成り高松駅から下灘駅まですでに延びていた予讃本線が愛媛線を含めて伊予大洲駅までがつながったため高松駅から伊予大洲駅までがあわせて予讃本線とされた。そのためこの駅は開業当初から国鉄予讃本線の駅である。
1986年（昭和61年）の3月には向井原 - 内子間の新線の開通により向井原駅から伊予長浜駅をへて伊予大洲駅にいたる線路が幹線としての役割を喪失したためこの駅においても優等列車が通ることはなくなった。
この駅はその後1987年（昭和62年）4月には国鉄の分割民営化により四国旅客鉄道の駅になって現在に至っている。予讃本線は1988年（昭和63年）6月に予讃線に改称された。

### 年表
- 1935年（昭和10年）10月6日：開業[3]。
- 1970年（昭和45年）6月1日：貨物取扱廃止[3]。
- 1971年（昭和46年）11月8日：荷物扱い廃止[5]。駅員無配置駅となり[6]、簡易委託化。運転要員のみ継続として配置[7]。
- 1986年（昭和61年）3月3日：向井原 - 内子間の新線が開通する。
- 1987年（昭和62年）4月1日：国鉄分割民営化により四国旅客鉄道の駅となる[3]。
- 1988年（昭和63年）6月1日：予讃本線が予讃線に改称される。
- 2014年（平成26年）3月15日：予讃線伊予市 - 伊予長浜 - 伊予大洲間の愛称が愛ある伊予灘線となる。

## 駅構造
単式ホーム1面1線を持ち列車同士の行き違いが出来ない地上駅である。かつては島式ホーム1面2線の交換可能駅（行き違いの出来る駅）であったが、向井原駅から内子駅を経て伊予大洲駅にいたる線路の開業により、予讃本線の向井原駅から伊予長浜駅を経て伊予大洲駅にいたる部分の列車本数が激減し、開業からしばらくたったころ海の方向（つまり駅舎側）にある1線が撤去された。この駅は海岸線ぎりぎりまでに迫る山の端の狭いスペースに何とかホームと線路を設けており、海側に出口をつくるのに駅舎はもう建てるスペースがないため、ホームから急な階段を下りてその下に駅舎があるという形態を取っていた。現在ではその駅舎も撤去され、跡地には小さなトイレがひとつ建設されている。駅の山方向（つまり駅舎とは反対の方向）には駅の伊予市方から分岐した短い側線が1本あるがこれは既に使われていない。
元は交換駅であったため、タブレットによる閉塞が採用されていた時期には駅員も配置されていたが、現在は無人駅となっている。また、駅の近くにある古くからの商店では乗車券の販売を受託しており、一部の乗車券等の購入が可能な簡易委託駅であったが、現在ではこちらの委託販売も終了している。なおこの駅は、前述のとおりホームが高い位置にあるため、ホームからは広い海がよく見渡せる。駅から数分歩くと海岸に出る。

## 利用状況
| 1日乗降人員推移 | 1日乗降人員推移 |
| 年度            | 1日平均人数     |
| --------------- | --------------- |
| 2011年          | 36              |
| 2012年          | 32              |
| 2013年          | 30              |
| 2014年          | 38              |
| 2015年          | 44              |

## 駅周辺
この駅は伊予市と大洲市の境にありホームの中ほどに市境が走っている。合併前にはこれが伊予郡（双海町）と喜多郡（長浜町）の境であり、かつてその位置には郡境であることを示す標柱が立っていたのだが撤去されている。現在、市境には観光列車・伊予灘ものがたりのアテンダントにより描かれた大洲市ゆかりの「るり姫」と、伊予市ゆかりの「五色姫」のイラストが描かれた看板が立っている。
ホームからも海がよく見えるがその海岸へは駅からものの数分歩き防波堤を越すだけで到達でき、駅から横松郷川の河口もほど近い。このあたりの海岸には砂ではなく青い石があり近くにはその青い石を集めて作った小さな公園もある。
- 大洲市立喜多灘小学校
- 喜多灘簡易郵便局
- 橋立川
- 慈光寺
- 国道378号

## 隣の駅
四国旅客鉄道（JR四国）
■予讃線（愛ある伊予灘線）
串駅 (S10) - 喜多灘駅 (S11) - 伊予長浜駅 (S12)